# Divuit forns de calç
Divuit forns de calç és un conjunt de forns de Sarroca de Lleida (Segrià) que formen part de manera conjunta a l'Inventari del Patrimoni Arquitectònic de Catalunya.

## Descripció
Es tracta d'un conjunt de 18 forns de calç situats al voltant d'una finca d'ametllers a l'indret de la Vall dels Forns de Sarroca de Lleida. Disposats a la mateixa propietat, s'agrupen de manera 8+4+6 en un espai de 250 m lineals. Tots ells són excavats de planta circular de 3 m de diàmetre aproximadament i la majoria conserven 1-1,5 m d'alçada. La seva part construïda és a base de pedres més o menys escairades de diferent mida i també es veuen restes del revestiment de les parets interiors. Alguns es troben ensorrats i la major part estan coberts per vegetació. Un d'ells té una construcció de pedra adossada que sembla posterior al forn, possiblement per aprofitar-la com a cabana per a la finca.